# Zerbst
Zerbst (ciutat d'Alemanya a l'Estat d'Anhalt, fou l'antiga capital del principat d'Anhalt-Zerbst, a la vora del riu Nuthe, punt d'enllaç de les línies fèrries Zerbst-Bitterfeld i Zerbst-Biederitz.
Té cinc antigues portes, una església catòlica i quatre evangèliques, entre aquestes la de Sant Nicolau, de gran bellesa destruïda en gran part durant la II Guerra Mundial, una sinagoga, castell ducal amb un parc, sumptuós i antic Ajuntament enfront del qual hi la columna de Roland Butterjungfer. Les seves indústries principals són: foneries de ferro i construcció de maquinària, termòmetres, productes químics, etc.
Zerbst té un gimnasi amb pro gimnasi d'arts i oficis, escola de construcció i d'agricultura, orfanat, museu i arxiu provincial. En l'Ajuntament si guarda una bíblia impresa en pergamí (1541), els gravats de la qual estan fets al boix foren pintat per Lucas Cranach.

## Història

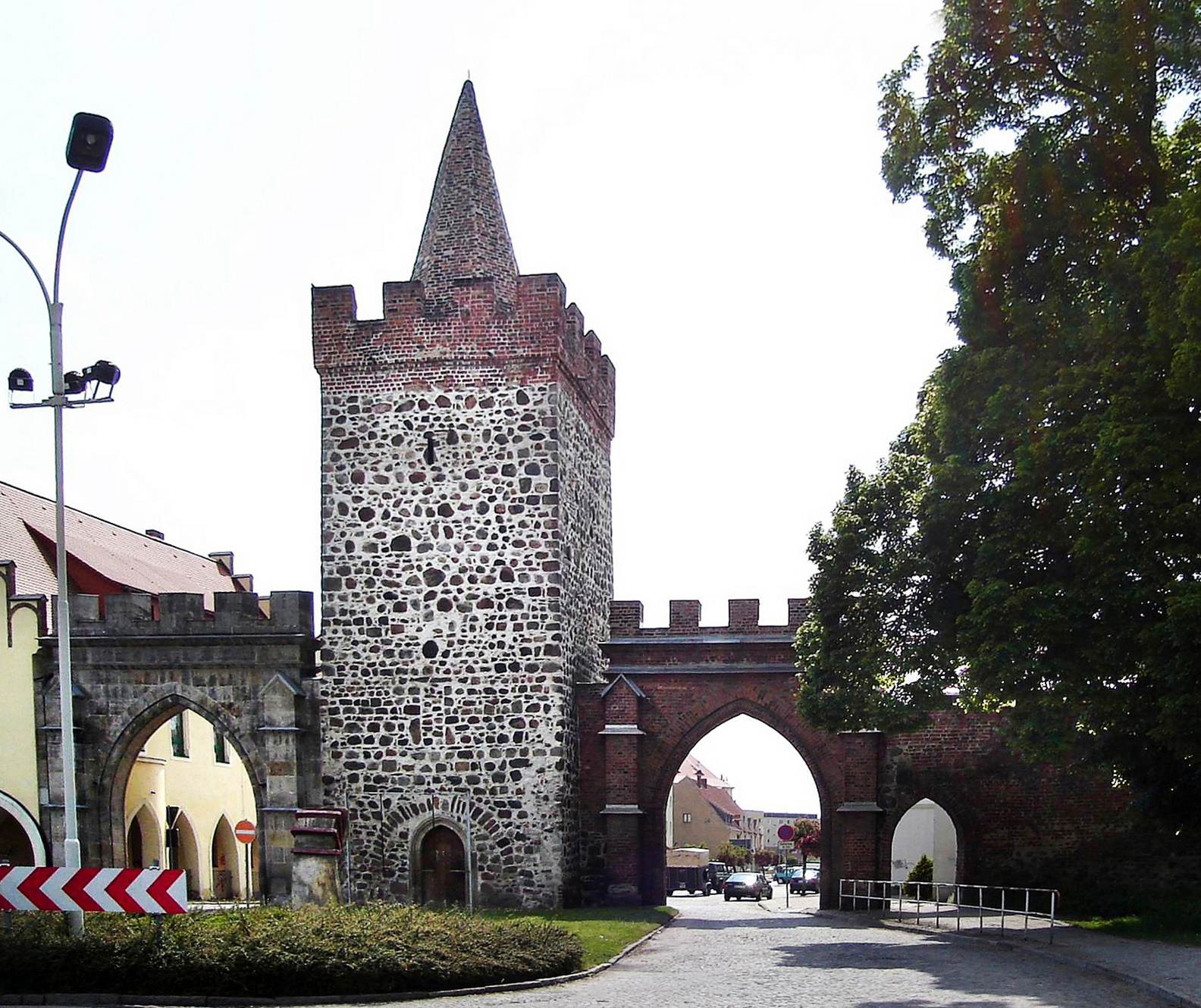
Una de les cinc portes de Zerbst

De Zerbst ja se’n parla en documents de 1007 amb el nom de Zirwist. Fins al 1264 (des de 1253 com a feu brandemburgenc) pertanyia als senyors de Zerbst, els quals la varen vendre als senyors de Barby. El príncep Albert I d'Anhalt l'adquirí el 1307 extingint ensems el cens branderburgenc. Malgrat les freqüents querelles amb els prínceps d'Anhalt, la ciutat de Zerbst prosperà en gran manera assolin molta importància i fou coneguda, sobretot per la seva cervesa excel·lent.
El castell es construí el 1687-1747. Fins al 1793 Zerbst fou residència dels prínceps d'Anhalt-Zerbst.

## Fills il·lustres
- Carl Friedrich Fasch (1736-1800) fou un compositor musical.
- Franz Preitz (1856-1916) organista i compositor musical.